# Joego-Vostotsjnaja
Joego-Vostotsjnaja (Russisch: Юго-Восточная ) is een station van de Nekrasovskaja-lijn van de Moskouse metro en is op 27 maart 2020 geopend.

## Naam
Op 9 december 2013 besloot de gemeentelijke naamgevingscommissie het station de naam Ferganskaja Oelitsa te noemen naar de straat boven het station. Na vele verzoeken van omwonenden werd de naam gewijzigd in Joego-Vostotsnaja (Zuid-Oost) naar de ligging in de stad. Een voorstel om het station Balakirevskaja te noemen naar de componist Balakirev net zoals een school in de buurt. Op 5 september 2018 werd het voorstel ingebracht op het portaal “de actieve burger”. De meerderheid van de deelnemers koos op 23 oktober 2018 om de naam Joego-Vostotsnaja te handhaven.  

## Aanleg
De aanleg van de Nekrasovskaja-lijn begon in 2012 en in januari 2013 begon het bouwrijp maken van het bouwterrein voor dit station. Een deel van het terrein was omheind en bij de supermarkt Detski Mir was een opslagterrein. In april 2013 plaatste de bouwer, Metrostroi, een bord waar de opening werd aangekondigd voor eind 2014. De bouw werd echter al kort na de eerste werkzaamheden stilgelegd. In januari 2014 werd er opnieuw een hek geplaatst rond het bouwterrein maar pas in november werden enkele voorbereidende werkzaamheden verricht. Vanaf januari 2015 werden leidingen gelegd en verlegd, hetgeen in augustus 2015 werd afgerond. Op 28 januari 2017 werd de Feragnastraat ter hoogte van het station gesloten. Op 25 januari 2018 bereikte tunnelboormachine “Lilia” het station uit oostelijke richting. Hiermee was de 1164 meter lange dubbelsporige tunnel vanaf de overgangsschacht bij Kosino voltooid. Na inspectie in de bouwput van het station werd “Lilia” gereed gemaakt voor het boren van de tunnel in westelijke richting. Op 20 maart 2018 verzakte de Ferganastraat over een lengte van 10 meter en breedte van 6 meter ongeveer 4 meter. Op 12 juli 2018 begon “Lilia” aan de tunnel naar station Okskaja, eind november 2018 was het station voor 65% gereed. Er werd nog gewerkt aan het ventilatiesysteem en de afwerking van het station. In januari 2019 traden ten westen van het station nieuwe verzakkingen op met verkeershinder tot gevolg.

## Ligging en inrichting
Het station ligt in het gebied tussen Vychino Zjoelebino tussen het kruispunt van de Ferganastraat en de Tasjkentstraat en het Balkirevplein met de Volgogradbioscoop. Het station heeft twee zijperrons omdat dit deel van de Nekrasovskaja-lijn als dubbelsporige tunnel is uitgevoerd. De hoofdkleuren zijn beige, geel zwart en grijs. Kenmerkend zijn de reflecterende plafondkoepels boven de perrons. De vloer bestaat uit bruin graniet en plafond is zwart gegipst, de muren zijn afgewerkt met beige tavertijn.